# Centre-Nord du Paraná
Le Centre-Nord du Paraná est l'une des 10 mésorégions de l'État du Paraná. Elle regroupe 79 municipalités groupées en 8 microrégions.

## Données
La région compte 1 969 645 habitants pour 24 556 km².

## Microrégions
La mésorégion Centre-Nord du Paraná est subdivisée en 8 microrégions:
- Apucarana
- Astorga
- Faxinal
- Floraí
- Ivaiporã
- Londrina
- Maringá
- Porecatu